# Hutcheonit
Das Mineral Hutcheonit ist ein sehr seltenes Silikat aus der Obergruppe der Granate mit der Endgliedzusammensetzung Ca3Ti2Al2SiO12. Es kristallisiert im kubischen Kristallsystem mit der Struktur von Granat und findet sich in Form weniger µm großer Kriställchen in Calcium-Aluminium-reichen Einschlüssen (CAI: calcium aluminium inclusion) im Allende Meteoriten.
Außer in seiner Typlokalität, dem Allende Meteoriten, Pueblito de Allende, Chihuahua, Mexiko, wurde Hutcheonit-reicher Granat bislang (2017) nur noch in Kalksilikatfels-Einschlüssen des Gabbro im Harz, Radautal Deutschland nachgewiesen.

## Etymologie und Geschichte
1978 untersuchten Koritnig und seine Mitarbeiter Granate aus einem Kalksilikat-Hornfels im Bärenstein-Steinbruch im Radautal (Harz), der bereits 1903 von J. Fromme und 1928 von Georg Frebold beschrieben worden war. Diese aluminiumreichen Schorlomit-Moromotoit-Grossular-Mischkristalle liegen mit ihrer Zusammensetzung im Bereich von Hutcheonit, wurden aber nicht als neues Mineral betrachtet.
Am 8. Februar 1969 ging ein Meteorit im Norden Mexikos nieder und wurde nach dem Ort benannt, dessen Postamt er knapp verschonte, Pueblito de Allende. Dieser Allende-Meteorit, ein kohliger CV3-Chondrit, gehört zu den am besten untersuchten Meteoriten weltweit und ist die Typlokalität mehrerer Minerale. 2013 entdeckten Chi Ma and Alexander N. Krot darin eine neue Granatspezies, die sie nach dem Physiker und Kosmochemiker Ian D. Hutcheon vom Lawrence Livermore National Laboratory benannten, in Würdigung seiner zahlreichen Beiträge zur Chemie des Kosmos und der Meteorite.

## Klassifikation
Die aktuelle Klassifikation der International Mineralogical Association (IMA) zählt den Hutcheonit zur Granat-Obergruppe, wo er zusammen mit Kimzeyit, Irinarassit, Schorlomit, Kerimasit und Toturit die Schorlomit-Gruppe mit 10 positiven Ladungen auf der tetraedrisch koordinierten Gitterposition bildet.
Die veraltete, aber noch gebräuchliche 8. Auflage der Mineralsystematik nach Strunz führt den Hutcheonit noch nicht auf. Im zuletzt 2018 überarbeiteten „Lapis-Mineralienverzeichnis“, das sich im Aufbau noch nach der alten Form der Systematik von Karl Hugo Strunz richtet, erhielt das Mineral die System- und Mineralnummer VIII/A.08-115. In der „Lapis-Systematik“ entspricht dies der Klasse der „Silikate“ und dort der Abteilung „Inselsilikate mit [SiO4]-Gruppen“, wo Hutcheonit zusammen mit Almandin, Andradit, Calderit, Eltyubyuit, Eringait, Goldmanit, Grossular, Henritermierit, Holtstamit, Irinarassit, Jeffbenit, Katoit, Kerimasit, Kimzeyit, Knorringit, Majorit, Menzerit-(Y), Momoiit, Morimotoit, Pyrop, Schorlomit, Spessartin, Toturit, Uwarowit und Wadalit die „Granatgruppe“ mit der Systemnummer VIII/A.08 bildet.
Auch die seit 2001 gültige 9. Auflage der Strunz’schen Mineralsystematik kennt den Hutcheonit noch nicht. Hier würde er ebenfalls die „Granatgruppe“ mit der System-Nr. 9.AD.25 innerhalb der Abteilung der „Inselsilikate (Nesosilikate)“ eingeordnet werden. Diese ist weiter unterteilt nach der möglichen Anwesenheit weiterer Anionen und der Koordination der beteiligten Kationen, so dass das Mineral entsprechend seiner Zusammensetzung in der Unterabteilung „Inselsilikate ohne zusätzliche Anionen; Kationen in oktaedrischer [6]er- und gewöhnlich größerer Koordination“ zu finden wäre. Auch die nach 2001 beschriebenen Granate Irinarassit, Kerimasit, Toturit, Menzerit-(Y) und Eringait wären in die Granatgruppe einsortiert worden.
Die vorwiegend im englischen Sprachraum gebräuchliche Systematik der Minerale nach Dana würde den Hutcheonit in die Abteilung der „Inselsilikatminerale“ einordnen. Hier wäre er zusammen mit Kimzeyit, Schorlomit und Morimotoit in der „Granatgruppe (Schorlomit-Kimzeyit-Reihe)“ mit der System-Nr. 51.04.03c innerhalb der Unterabteilung „Inselsilikate: SiO4-Gruppen nur mit Kationen in [6] und >[6]-Koordination“ zu finden.

## Chemismus
Hutcheonit ist das Al-Analog von Schorlomit und bildet komplexe Mischkristalle vor allem mit Kimzeyit, Schorlomit, Grossular und Morimotoit. Die empirische Zusammensetzung aus der Typlokalität ist
- [X]Ca2,99[Y](Ti4+1,53Mg0,25Al0,17Fe2+0,05V3+0,03)[Z](Si1,68Al1,32)O12[3],

wobei mit [X], [Y] und [Z] die Positionen in der Granatstruktur angegeben sind.
Dies entspricht einer Mischung von 66 % Hutcheonit (Ca3Ti2Al2SiO12) mit 22 % Morimotoit-Mg (Ca3Ti(Mg,Fe)2+Si3O12) entsprechend der Austauschreaktion
- [Y]Ti4+ + 2[Z]Al3+ = [Y](Mg,Fe)2+ + 2[Z]Si4+,

und 12 % Grossular (Ca3(Al,V3+)2Si3O12) entsprechend der Austauschreaktion
- [Y]Ti4+ + [Z]Al3+ = [Y](Al,V3+) + [Z]Si4+.[3]

## Kristallstruktur
Hutcheonit kristallisiert mit kubischer Symmetrie in der Raumgruppe Ia3d (Raumgruppen-Nr. 230) mit 8 Formeleinheiten pro Elementarzelle. Der natürliche Mischkristall aus der Typlokalität hat dem Gitterparameter a = 11,843 Å.
Die Struktur ist die von Granat. Calcium (Ca2+) besetzt die dodekaedrisch von 8 Sauerstoffionen umgebenen X-Positionen, Titan (Ti4+) die oktaedrisch von 6 Sauerstoffionen umgebene Y-Position und die tetraedrisch von 4 Sauerstoffionen umgebenen Z-Position ist mit Aluminium (Al3+) und Silicium (Si4+) besetzt.

## Bildung und Fundorte
Die Typlokalität von Hutcheonit ist der Allende-Meteorit, ein kohliger CV3-Chondrit aus Pueblito de Allende, Chihuahua, Mexiko. Hier tritt Hutcheonit in Calcium-Aluminium-reichen Einschlüssen (CAI) auf. Begleitminerale sind Monticellit, Grossular, Wadalit und Adrianit. Es wird angenommen, dass sich Hutcheonit in Meteoriten bei der Umwandlung von Melilith, Perowskit und Ti-Al-Diopsid durch Eisen-Alkali-Hallogen-Fluide bildet.
Es wird eine Bildung 3–4 * 109 Jahre nach der Entstehung CAI bei Temperaturen unterhalb von 600 °C z. B. über die Reaktion
- 3 Melilith + Al,Ti-Diopsid + Cl (aq) + 6,12 H2O (l) = 0,17 Adrianit + Hutcheonit + 1,5 Monticellit + 0,88 Grossular + 0,5 Kushiroit + 1,39 Ca (aq) + 0,05 Al (aq) + 0,04 SiO2 (aq) + 6,12 H2 (g)

angenommen.